# Amt Wolkenstein
Das Amt Wolkenstein war eine im Erzgebirgischen Kreis gelegene territoriale Verwaltungseinheit des Kurfürstentums Sachsen.
Bis zum Ende der sächsischen Ämterverfassung im Jahr 1856 bildete es den räumlichen Bezugspunkt für die Einforderung landesherrlicher Abgaben und Frondienste, für Polizei, Rechtsprechung und Heeresfolge.

## Geographische Ausdehnung

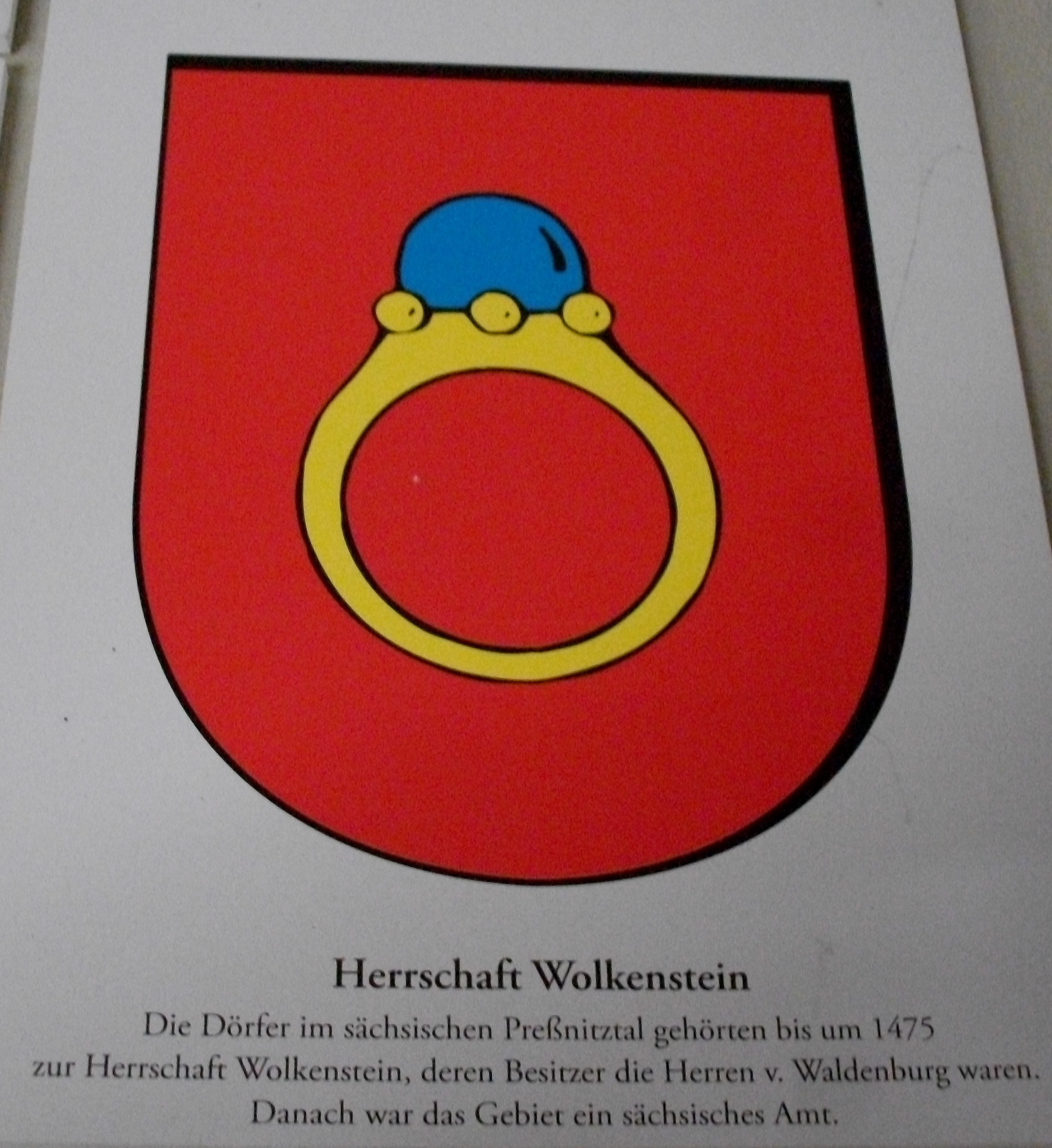
Wappen der Herrschaft Wolkenstein

Das Gebiet des Amtes Wolkenstein reichte in der Süd-Nord-Ausdehnung vom Kamm des mittleren Erzgebirges an der böhmischen Grenze bis an den südlichen Rand von Chemnitz. Es umfasste das obere Tal der Zschopau von Schönfeld über Wolkenstein bis in die Gegend von Scharfenstein mit seinen Seitenflüssen Greifenbach, Pöhlbach, Sehma und Preßnitz. Östlich davon lagen die Seitenflüsse der Flöha, Schlettenbach, Rote Pockau und Schwarze Pockau teilweise im Amtsgebiet. Von Ost nach West reichte das Gebiet von der Bergstadt Lengefeld über die Bergstädte Marienberg, Wolkenstein und Annaberg bis zu den Bergstädten Geyer, Thum und Ehrenfriedersdorf.
Die Exklave Großhartmannsdorf lag östlich vom Amt, getrennt durch einen schmalen Streifen des Amts Lauterstein. Die Exklave Voigtsdorf lag südöstlich der Exklave Großhartmannsdorf und war von dieser durch einen schmalen Streifen des Kreisamts Freiberg getrennt.
Das Gebiet des ehemaligen Amts Wolkenstein liegt heute im östlichen Zentrum des Erzgebirgskreises im Freistaat Sachsen. Drei Orte gehören heute zur kreisfreien Stadt Chemnitz.

## Angrenzende Verwaltungseinheiten
| Amt Stollberg      | Amt Chemnitz                                | Amt Augustusburg |
| Amt Grünhain       | Kompassrose, die auf Nachbargemeinden zeigt | Amt Lauterstein  |
| Mühlenamt Annaberg | Königreich Böhmen                           |                  |

## Geschichte
Das Amt Wolkenstein war ein territorial ausgedehntes Amt im mittleren Teil des sächsischen Erzgebirges. Es wurde als Herrschaft Wolkenstein im 13. Jahrhundert von den Herren von Waldenburg gegründet, welche seit 1241 als Landesherren nachweisbar sind. 1375 tauschte das Kloster Chemnitz ihre Exklave Großhartmannsdorf mit den Herren von Waldenburg gegen die Herrschaft Rabenstein. Großhartmannsdorf kam als Exklave zur Herrschaft Wolkenstein.
Nach dem Aussterben der Waldenburger gelangte die Herrschaft Wolkenstein im Jahr 1479 an den sächsischen Kurfürsten, welche ein kursächsisches Amt einrichteten. Seit der Leipziger Teilung 1485 war das Gebiet albertinisch. Nachdem Heinrich von Sachsen, der jüngere Bruder des regierenden Herzogs Georg von Sachsen, am 30. Mai 1505 in einem Vertrag mit seinem Bruder Georg auf sein Erbteil Friesland verzichtete, bekam er als Entschädigung die Ämter Freiberg und Wolkenstein zugesprochen. 1548 kam die Exklave Großhartmannsdorf an das Kreisamt Freiberg. 1596 kam das ehemalige waldenburgische Amt Rauenstein zum Amt Wolkenstein.
Seit 1696 gehörte die Exklave Rittergut Großhartmannsdorf (vom Kreisamt Freiberg) und Rittergut Voigtsdorf mit Voigtsdorf und Wolfsgrund (vom Amt Frauenstein) zu Wolkenstein.
1794 wurde das Gebiet des aufgelösten Mühlenamts Annaberg in das Amt Wolkenstein integriert.
1832 kamen die Orte Dittersdorf, Einsiedel, Erfenschlag, Reichenhain und Weißbach unter die Verwaltung des Amts Chemnitz. Die Exklaven Großhartmannsdorf und Voigtsdorf mit den Orten Großhartmannsdorf, Voigtsdorf und Wolfsgrund wurden dem Kreisamt Freiberg zugeordnet. Niederhaselbach mit Neuhaselbach kam an das Amt Lauterstein.

## Zugehörige Orte
Hauptort des Amtes war die namensgebende Stadt Wolkenstein mit der um 1200 erbauten Burg Wolkenstein. Eine weitere bedeutende Burg im Gebiet ist die Burg Scharfenstein.
| Ort | heutige Ortszugehörigkeit       | Bemerkungen                                                                        |
| --- | ------------------------------- | ---------------------------------------------------------------------------------- |
| Bergstadt Wolkenstein | Stadt Wolkenstein               | mit der Burg Wolkenstein                                                           |
| Falkenbach, Floßplatz, Gehringswalde, Heinzebank, Hilmersdorf, Huth, Kohlau, Niederau, Schönbrunn, Warmbad                                                                                   | Stadt Wolkenstein               |                                                                                    |
| Heinzewaldmühle | Stadt Pockau-Lengefeld          |                                                                                    |
| Bergstadt Lengefeld mit Vorwerk und Obervorwerk | Stadt Pockau-Lengefeld          |                                                                                    |
| Rauenstein, Marterbüschel, Stolzenhain, Wünschendorf | Stadt Pockau-Lengefeld          | Orte gehörten vor 1596 zum Amt Rauenstein mit dem Schloss Rauenstein (Erzgebirge)  |
| Nieder- und Neu-Haselbach | Stadt Olbernhau                 | 1832 an das Amt Lauterstein                                                        |
| Großhartmannsdorf, Neuwaltersdorf (Exklave) | Gemeinde Großhartmannsdorf      | zwischen 1548 und 1696, sowie ab 1832 zum Amt Freiberg gehörig                     |
| Voigtsdorf, Wolfsgrund, (Exklave) | Gemeinde Dorfchemnitz bei Sayda | vor 1696 zum Amt Frauenstein, ab 1832 zum Amt Freiberg gehörig                     |
| Großolbersdorf, Grünau, Hohndorf, Hopfgarten | Gemeinde Großolbersdorf         |                                                                                    |
| Drebach | Gemeinde Drebach                |                                                                                    |
| Scharfenstein | Gemeinde Drebach                | mit der Burg Scharfenstein                                                         |
| Venusberg, Wiltzsch, Grießbach | Gemeinde Drebach                | Wilischthal ist erst um 1905 entstanden                                            |
| Weißbach, Dittersdorf | Gemeinde Amtsberg               | gehörten ehemals zur Herrschaft Weißbach mit Dittersdorf                           |
| Berbisdorf | Stadt Chemnitz                  | gehörte ehemals zum Rat der Stadt Ehrenfriedersdorf                                |
| Eibenberg mit Neu-Eibenberg | Gemeinde Burkhardtsdorf         | gehörte ehemals zum Rat der Stadt Ehrenfriedersdorf                                |
| Kemtau | Gemeinde Burkhardtsdorf         | gehörte ehemals zur Herrschaft Weißbach mit Dittersdorf                            |
| Einsiedel, Erfenschlag, Reichenhain | Stadt Chemnitz                  | gehörten ehemals zur Herrschaft Weißbach mit Dittersdorf, ab 1832 zum Amt Chemnitz |
| Gelenau/Erzgeb. (Nordseite) | Gemeinde Gelenau/Erzgeb.        | Südseite gehörte zum Amt Augustusburg                                              |
| Herold | Stadt Thum                      |                                                                                    |
| Stadt Thum, Dorf Thum, Oberdorf und Jahnsbach | Stadt Thum                      | gehörten ehemals zur Herrschaft Greifenstein                                       |
| Bergstadt Ehrenfriedersdorf | Stadt Ehrenfriedersdorf         | gehörte ehemals zur Herrschaft Greifenstein                                        |
| Bergstadt Geyer | Stadt Geyer                     | gehörte ehemals zur Herrschaft Greifenstein                                        |
| Thermalbad Wiesenbad, Neundorf, Plattenthal, Wiesa, Himmelmühle | Gemeinde Thermalbad Wiesenbad   |                                                                                    |
| Schönfeld | Gemeinde Thermalbad Wiesenbad   | gehörte ehemals zur Herrschaft Greifenstein                                        |
| Tannenberg | Gemeinde Tannenberg             |                                                                                    |
| Siebenhöfen | Gemeinde Tannenberg             |                                                                                    |
| Bergstadt Annaberg | Stadt Annaberg-Buchholz         |                                                                                    |
| Frohnau | Stadt Annaberg-Buchholz         | mit der Herrenmühle, gehörte bis 1794 zum Mühlenamt Annaberg                       |
| Geyersdorf, Kleinrückerswalde | Stadt Annaberg-Buchholz         | gehörten bis 1794 zum Mühlenamt Annaberg                                           |
| Königswalde (Ratsseite) | Gemeinde Königswalde            | Amtsseite gehörte zum Amt Schlettau (zu Amt Grünhain)                              |
| Bergstadt Jöhstadt | Stadt Jöhstadt                  |                                                                                    |
| Grumbach mit Neugrumbach, Oberschmiedeberg, Schmalzgrube, Steinbach | Stadt Jöhstadt                  |                                                                                    |
| Mildenau mit Plattenthal | Gemeinde Mildenau               |                                                                                    |
| Arnsfeld, Mittelschmiedeberg und Oberschaar | Gemeinde Mildenau               |                                                                                    |
| Großrückerswalde, Boden, Mauersberg, Niederschmiedeberg, Rückerswalde, Schindelbach, Streckewalde, Wolfsberg                                                                                 | Gemeinde Großrückerswalde       |                                                                                    |
| Bergstadt Marienberg | Stadt Marienberg                |                                                                                    |
| Dörfel (Marienberg), Gebirge, Gelobtland, Hüttengrund, Hilmersbach, Wüstenschlette, Vorwerk Jüdenhain, Vorwerk Hirschstein, Kühnhaide, Reitzenhain, Satzung, Pobershau (Ratsseite, bis 1832) | Stadt Marienberg                | Pobershau (Amtsseite) gehörte zum Amt Lauterstein                                  |

## Amtleute
- David Herman, Amtsschösser 1569/1571
- Andreas Leuterding (1685–1741), Amtmann